# 帕特里克·施特克尔
帕特里克·施特克尔（德語：Patrik Stöcker，1992年7月23日—），德国男子赛艇运动员。他曾代表德国参加世界赛艇锦标赛，获得一枚金牌和一枚铜牌，均来自轻量级项目。